# Sannio Barbera passito
Il Sannio Barbera passito è un vino DOC la cui produzione è consentita nella provincia di Benevento.

## Caratteristiche organolettiche
- colore: rubino più o meno intenso
- odore: gradevole, tipico, talvolta floreale
- sapore: secco, caratteristico, a volte vivace e/o dolce

## Produzione
Provincia, stagione, volume in ettolitri
- nessun dato disponibile